# Chikara Fujimoto
Chikara Fujimoto, född 31 oktober 1977 i Yamaguchi prefektur, Japan, är en japansk före detta fotbollsspelare.